# Vietcong (gra komputerowa)
Vietcong – taktyczna gra komputerowa stworzona przez Pterodon oraz Illusion Softworks, wydana 26 marca 2003. Opowiada o losach oddziału amerykańskich sił specjalnych, dowodzonego przez sierżanta Stevena R. Hawkinsa, wysłanego do obozu Nui-Pek i przenosi w czasy wojny wietnamskiej, na przełomie lat 1967–68.

## Fabuła
Sierżant Steven Hawkins z Karoliny Północnej zostaje przydzielony do oddziału sił specjalnych w obozie Nui-Pek, umiejscowionego niedaleko granicy Wietnamu z Kambodżą. W skład oddziału wchodzą: Thomas Bronson, Joe Crocker, P.J Defort,
Le Duy Nhut i C.J. Hornster.
Wkrótce po przyjeździe do bazy w listopadzie 1967 roku, Hawkins wyrusza z Crockerem i kapitanem Rosenfieldem do wietnamskiej wioski, aby poznać jej wodza i wesprzeć medycznie mieszkańców. Żołnierze zostają zaatakowani przez niewielki, słabo uzbrojony oddział Vietcongu.
Wkrótce potem, Hawkins wyrusza z oddziałem na pierwszą poważną misję. Celem jest odnalezienie szlaku przerzutowego Vietcongu, prowadzącego z Kambodży do Wietnamu Południowego. Szlak zlokalizowany jest gdzieś w pobliżu trzech kanionów. Oddział odnajduje i eliminuje przeciwników, odkrywając most linowy. Nie ma wątpliwości, że tędy Vietcong przerzuca sprzęt. Hawkins niszczy za pomocą C-4 wszelki wrogi ekwipunek. Amerykanie dochodzą do wioski Bahnar, gdzie odpierają z pomocą wieśniaków atak Vietcongu. Pierwsza misja kończy się sukcesem.
Gdy żołnierze wracają do Nui-Pek, o północy obóz zostaje zaatakowany przez wietnamskich żołnierzy. Amerykanie odpierają atak, odkrywając podkop. Hawkins penetruje tunel i wysadza go w powietrze. Następnego dnia pojawia się informacja o wietnamskich czołgach i żołnierzach, umiejscowionych w pobliżu starych francuskich bunkrów. Trzy drużyny przekraczają most i okazuje się, że czołgi Vietcongu to stare francuskie wraki. Oddział zostaje zaatakowany przez wroga. W miejscu, gdzie Hawkins ze swoją drużyną miał spotkać się ze Shrew 3 nie ma nikogo. Po pewnym czasie żołnierze odnajdują rannych, lecz brakuje kilku innych Amerykanów. Sierżant O’Neil zostaje znaleziony martwy, natomiast Marv staje się jeńcem wojennym. Hawkins samotnie penetruje rozległe systemy kanałów Vietcongu i w końcu wychodzi w nieokreślonym miejscu w dżungli. Po wejściu do kolejnego tunelu Hawkins odnajduje prawdziwe podziemne miasto, z radiostacją odbierającą komunikaty amerykańskich pilotów. Żołnierz słyszy głos torturowanego Marva i wydostaje się z miasta gdzieś na bagnach. Zabiera go stamtąd uzbrojona łódź, płynąca przez rzekę Khe Bana.
Żołnierze wyruszają na misję w nocy, w celu odbicia jeńca. Misja musi odbyć się w pełnej konspiracji, gdyż żołnierze Vietcongu zabiją Amerykanina, gdy tylko poczują, że są atakowani. Hawkins dostaje się do klatki z Marvem i uwalnia go, Amerykanie uciekają helikopterem.
Następnie drużyna Hawkinsa penetruje tereny bagienne, aby zlikwidować wietnamskich niedobitków. Potem, Crocker musi udzielić pomocy wietnamskim sojusznikom w niedalekiej wiosce. Ich posterunek atakują dwie drużyny z moździerzami, więc Hawkins i jego oddział likwiduje napastników.
Drużyna wyrusza helikopterem na wzgórze Dong Tam Hanh, gdzie mieści się ważna amerykańska radiostacja. Wzgórze atakowane jest przez duży oddział Vietcongu, a pogarszająca się pogoda uniemożliwia przysłanie posiłków. W końcu udaje się odeprzeć atak i drużyna Spike przybywa z odsieczą.
Wkrótce amerykańskie helikoptery ruszają w kierunku Po Tlong Karai, czekając na wytyczne, gdy jedna maszyna zostaje strącona przez wietnamskie działa przeciwlotnicze. Oddział Hawkinsa dostaje się jednak na wzgórze i wspólnie z drużyną Fist Beta atakuje siły Vietcongu. Hawkins znajduje wejście do tunelu, który prowadzi do bazy przeciwnika, umiejscowionej w starych ruinach. Hawkins lokalizuje drogę ewakuacyjną Vietcongu, lecz zostaje uwięziony w głębokich tunelach. Udaje mu się jednak odnaleźć jednostki Armii Północnego Wietnamu i unikając walki wychodzi na powierzchnię, niedaleko ruin Phan Ran, skąd zabiera go helikopter.
Podczas kolejnej misji oddział prowadzony przez Nhuta kieruje się wzdłuż potoku i rozbraja zamontowane przez Vietcong pułapki. Zmuszeni do udania się poprzez dżunglę, żołnierze w końcu docierają do wioski, lecz jest już za późno – mieszkańcy uciekli, a wioskę spalono. Hawkins z oddziałem odpierają atak moździerzowy przeciwnika i wracają do bazy.
W okolicach Nui-Pek pojawia się północnowietnamski konwój. Hawkins na pokładzie helikoptera likwiduje konwój. Amerykańskim pilotom nie udaje się zniszczyć mostu i Steven musi wysadzić go za pomocą C-4. Atak spowalnia siły Północnego Wietnamu, które bez wątpliwości kierują się na obóz Nui-Pek. Baza zostaje zaatakowana w nocy. Mimo dużych strat, wróg przejmuje pewną część bazy, a Amerykanie wycofują się na wewnętrzne stanowiska. Nad ranem obóz atakują czołgi. Hawkins wysadza jedną, blokującą drogę ucieczki, maszynę i kapitan Rosenfield zarządza ewakuację. Amerykańskie samoloty przy pomocy napalmu niszczą Nui-Pek.
W ostatniej sekwencji filmowej Hawkins patrzy na bazę, mówiąc, że wszystko to nic dla niego nie znaczy.

## Muzyka
W grze możemy usłyszeć następujące utwory:
1. Jimi Hendrix – Hey Joe
2. The Living Dead – Vinyl Girl
3. The Bobby Lomax Journey – Firestone Eyes"
4. Francis Collins featuring the Memphis Horns – Soul Lovin'
5. The Fur Seeds – Hey!
6. The Jack Knifes – Break on Free
7. Cave and the Brothers of Love featuring the Memphis Horns – Everybody Diggin'
8. Northfield Shack – Girls Won't Say My Name
9. The Outsiders – You Don’t Know
10. Cosmic Roulette – Days of Fire
11. Davis – Sun Sets Fine
12. The Stooges – I Wanna Be Your Dog
13. The Groupies – Primitive
14. Standells – Riot On Sunset Strip
15. The Domes of Silence – Selfless
16. The Domes of Silence – Utopia

## Wersje gry (patche)
Vietcong doczekał się aktualizacji w wersjach 1.01, 1.20, 1.30, 1.40, 1.41 oraz 1.60.

Opis najczęściej używanych wersji gry:

1.00/1.01 – podstawowa wersja gry w której jest dość dużo błędów oraz niedopracowań. Serwery gry wieloosobowej działające na tej wersji są zazwyczaj kiepskiej jakości a gracze używają cheatów.

1.41 – wersja ta lub nowsza jest wymagana do zainstalowania Fist Alpha lub Red Dawn. Jeśli posiadam starszą wersję gry, to instalator w przypadku Fist Alpha sam zaktualizuje grę do wersji 1.41.

1.60 – najnowsza wersja Vietconga, posiada zabezpieczenie przeciw cheaterom (hradba), możliwość instalacji nowych map w trybie gry wieloosobowej.

Częsty problem z instalacją aktualizacji (patchów)

Żeby zaktualizować grę Vietcong do najnowszej wersji trzeba instalować wszystkie patche po kolei. Czyli jeśli posiadamy wersje gry 1.00 to ściągamy i instalujemy aktualizacje 1.01 > 1.20 > 1.30 > 1.41 > 1.60, natomiast jeśli 1.01 to 1.20 > 1.30 > 1.41 > 1.60.

Aktualne aktualizacje do Vietconga można znaleźć pod adresami https://archive.ph/20040210190950/http://www.pterodon.com/?download

## Drużyna
- Thomas Bronson – sierżant urodzony 19 stycznia 1936 w Nowym Jorku, jest Afroamerykaninem, który zaciągnął się do wojska żeby uniknąć kary więzienia. Bronson w oddziale jest saperem, znakomicie zna się na wybuchach oraz w czasie walki jeśli zabraknie Ci amunicji możesz jej dostać od niego więcej.
- Joe Crocker – sierżant sztabowy, urodzony 17 maja 1943 w San Francisco stan Kalifornia, uczęszczał na Stanford jednak porzucił uczelnię i wybrał karierę wojskową. Joe w zespole pełni rolę sanitariusza i może Cię opatrzyć w razie potrzeby.
- Peter James Defort – sierżant, urodzony 21 grudnia 1944 w Nowym Jorku, młody oraz inteligentny kadet Sił Powietrznych Stanów Zjednoczonych. Jednak w oddziale nie pełni roli pilota lecz jest radiotelegrafistą. Dzięki niemu oddział utrzymuje łączność z bazą, meldujemy o swojej pozycji, statusie misji oraz otrzymujemy nowe rozkazy. Czasem dzięki Defortowi można wezwać artylerię.
- C.J. Hornster – sierżant urodzony 16 stycznia 1939, w Augusta, Maine. Syn byłego żołnierza, postać wzorowana prawdopodobnie na Rambo, posiada apaszkę, M60 oraz cechuje się muskularną budową ciała; służy dużą siłą ognia podczas misji.
- Le Duy Nhut – sierżant, dezerter Vietcongu, w oddziale pełni rolę tłumacza oraz potrafi znaleźć pułapki oddziały wroga w dżungli i ostrzec przed nimi. Może także być przewodnikiem i prowadzić drużynę w czasie misji (ponieważ łatwo się zgubić w dżungli).

## Dodatki
Do gry wyszły cztery dodatki: dwa oficjalne oraz dwa nieoficjalne. Można je zainstalować na podstawową wersję gry i rozszerzyć jej możliwości w trybie gry wieloosobowym jak i pojedynczego gracza.
|    | nazwa        | zasada dystrybucji | rozmiar (MB/CD) | data wydania  | typ rozszerzenia                  | typ          |
| -- | ------------ | ------------------ | --------------- | ------------- | --------------------------------- | ------------ |
| 1. | Fist Alpha   | płatny             | 1193 MB/2 CD    | 2 lutego 2004 | gra jednoosobowa/gra wieloosobowa | oficjalny    |
| 2. | Red Dawn     | darmowy            | 309 MB          | 21 marca 2005 | gra jednoosobowa/gra wieloosobowa | oficjalny    |
| 3. | Rising Sun   | darmowy            | 288 MB          | nieznana      | gra jednoosobowa/gra wieloosobowa | nieoficjalny |
| 4. | Strike Force | darmowy            | 159 MB          | nieznana      | gra wieloosobowa                  | nieoficjalny |

## Fist Alpha
Pierwsze oficjalne rozszerzenie do gry Vietcong. Historia Fist Alpha rozgrywa się przed/w czasie budowy bazy Nui Pek, czyli zanim przybył tam nasz bohater Hawkins z podstawowej wersji Vietconga. W trybie gry jednoosobowej Pterodon przygotował nam 7 nowych misji. Jednak i o trybie gry wieloosobowej autorzy nie zapomnieli i przygotowali nowe mapy.
Poza nowymi misjami i mapami w dodatku wprowadzono 6 nowych rodzajów broni (w tym bagnety na karabiny oraz maczety), a także kilka modyfikacji do już istniejących typów oraz nowe postacie do gry wieloosobowej.

### Nowe/zastępcze postacie
W dodatku pojawiają się dwaj nowi bohaterowie którzy zastępują tych z podstawowej wersji.

Pierwszą podstacją jest Douglas Warren który zastępuje Hawkinsa natomiast druga to Nham Nguyen który zastępuje Nhuta. Dlaczego tych bohaterów nie ma w podstawowej wersji gry? Ponieważ giną w czasie gry, Nham Nguyen ginie 15 maja 1967 podczas ataku sił vietcongu na budowany Nui Pek, natomiast Douglas ginie od strzału snajpera.

## Red Dawn
Red Dawn (pol. Czerwony Świt) to drugi dodatek do gry po znanym już Fist Alpha, początkowy tytuł Blue Dusk, w przeciwieństwie do poprzedniego dodatku jest darmowy i można go pobrać online, jednak nie zdobył on takiej sławy jak Fist Alpha. Wielu fanów gry z niecierpliwością oczekiwało na dodatek; duża ilość rozczarowała się ponieważ w kampanii dla jednego gracza była tylko jedna misja w której naszym zadaniem było odnaleźć pilota ze zestrzelonego hueya, aby utrudnić zadanie graczowi do dyspozycji mamy tylko Hawkinsa.

## Pojazd
W czasie gry ważną dla nas rolę odegrają także pojazdy które będą nas dostarczać do miejsca rozpoczęcia misji lub odbierać nas po zakończonej misji. Głównym pojazdem który praktycznie towarzyszy nam cały czas jest śmigłowiec Huey, jednak nie będziemy go pilotować. Natomiast w grze jest misja w której zasiądziemy jako kierowca Forda M151 MUTT i będziemy musieli przedrzeć się przez górskie kręte drogi w Wietnamie.

## Hradba
Hradba jest czymś podobnym do PunkBuster, jest to zabezpieczenie przeciw cheaterom, które weszło do Vietcongu wraz z aktualizacją 1.60. Jego zadaniem jest wykrywanie np. wallhacków, aimbotów czy speedhacków. Aktualnie nie jest już rozwijane dla Vietcong 1 i aktualna wersja to Hradba 206.